# Sistema hamiltoniano integrable

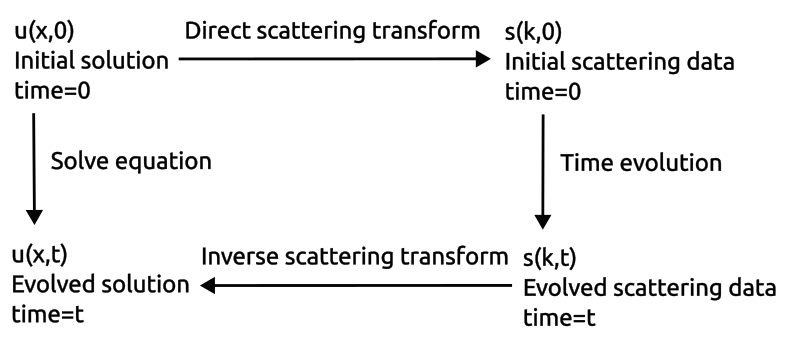
Transformación de dispersión inversa.

Un sistema integrable es un caso particular de sistema hamiltoniano cuyas ecuaciones de movimiento pueden ser resueltas para cualquier conjunto de condiciones iniciales mediante cuadraturas. Estos sistemas admiten un número suficiente de constantes de movimiento en involución. El teorema de Liouville-Arnold afirma que un sistema con n grados de libertad es integrable si posee n constantes de movimiento en involución.

## Definición de sistema integrable
Sea un sistema haimiltoniano definido sobre una variedad simpléctica {\displaystyle {\mathcal {P}}} o, equivalentemente, sobre el espacio fásico del sistema. Se dice que una familia de funciones {\displaystyle F_{1},\dots ,F_{n}} definidas sobre la variedad simpléctica M (o el espacio fásico) es independiente si las 1-formas {\displaystyle dF_{1},\dots ,dF_{n}} son linealmente independientes en cualquier punto de M.
Un sistema hamiltoniano sobre M de dimensión 2n se dice integrable en el sentido de Liouville si su hamiltoniano admite n integrales de movimiento independienes en involución, es decir:
1. {\displaystyle \{H,F_{i}\}=0\,} para {\displaystyle 1\leq i\leq n}.
2. {\displaystyle \{F_{i},F_{j}\}=0\,} para {\displaystyle 1\leq i,j\leq n}.
3. {\displaystyle dF_{1}\land \dots \land dF_{n}\neq 0}.

donde {\displaystyle \{\cdot ,\cdot \}} es el paréntesis de Poisson.

## Ejemplos

### Sistema que admitenvariables ángulo-acción
Considerando las variables estándar ángulo-acción {\displaystyle (\theta ,I)\in \mathbb {T} ^{n}\times \mathbb {R} ^{n}\subset {\mathcal {P}}} cualquier hamiltoniano de la forma {\displaystyle H=H(I)\,} es integrable con las integrales:

{\displaystyle F_{i}=I_{i},\qquad 1\leq i\leq n\,}

que están en involución en cualquier punto y son independientes.

### Oscilador armónico
Sea un oscilador armónico con n grados de libertad y sean las coordenadas canónicas {\displaystyle (q,p)\in \mathbb {R} ^{n}\times \mathbb {R} ^{n}}, entonces cualquier hamiltoniano de la forma:

{\displaystyle H=H(q_{1}^{2}+p_{1}^{2},\dots ,q_{n}^{2}+p_{n}^{2})}

Es integrable siendo las integrales de movimiento en involución:

{\displaystyle F_{i}=q_{i}^{2}+p_{i}^{2},\qquad 1\leq i\leq n\,}

## Integrabilidad y foliación
Geométricamente puede demostrarse que la definición de integrabilidad en el sentido de Liouville garantiza que existen n foliación tales que la intersección de ellas son precisamente las trayectorias del sistema en el espacio fásico.